# 크리스피롤
크리스피롤은 22가지의 곡물을 넣은 유기농 과자의 일종이다. 태국이 원산지이며, 현재는 제조사도 제각각이고 기존 맛 외에 체다치즈, 딸기맛도 출시되었다.

## 크리스피롤의 영양분
크리스피롤은 다음과 같은 영양분을 가지고 있다.
- 나트륨
- 칼륨
- 철분
- 칼슘
- 탄수화물
- 지방
- 단백질